# Everipedia
Everipedia es una enciclopedia en línea basada en wiki, con fines de lucro, fundada en diciembre de 2014. El sitio se lanzó en 2015 como una bifurcación de Wikipedia y su contenido es en su mayoría copias de artículos de Wikipedia. El nombre del sitio es un acrónimo de las palabras "everything" y "encyclopedia". El sitio web es propiedad de Everipedia, Inc. La compañía tiene su sede en Westwood, Los Ángeles, California. A partir de diciembre de 2017, Everipedia es la enciclopedia más grande en inglés, según The Next Web, y tiene más de seis millones de artículos, según The Block. El sitio permite una gama significativamente mayor de artículos que la Wikipedia en inglés porque sus criterios de inclusión para la notoriedad son más bajos. 
Everipedia fue cofundada por Sam Kazemian, Theodor Forselius, Travis Moore, Mahbod Moghadam, George Beall, y Christian Deciga, con Kazemian como presidente, Forselius sirviendo como director ejecutivo, Moore se desempeñó como director de tecnología, Moghadam se desempeñó como gerente de la comunidad, y Deciga se desempeñó como editor ejecutivo y desarrollador de iOS. En diciembre de 2017, el sitio anunció que el cofundador de Wikipedia Larry Sanger se había unido como director de información.
Everipedia tiene como objetivo construir la enciclopedia en línea más accesible y no ser tan restrictiva como Wikipedia. La compañía apunta a abordar los factores comúnmente citados para la caída de la participación de Wikipedia, como el delecionismo. Everipedia adaptó los elementos de las redes sociales, como permitir que las celebridades se comuniquen con los fanáticos. Everipedia les permite a los usuarios crear páginas sobre cualquier tema, siempre y cuando el contenido se obtenga. A partir de 2018, para comenzar a editar en el sitio, una persona debe recibir una invitación.  El sitio ha sido criticado por presentar información falsa sobre noticias de última hora. Los pocos artículos creados por los usuarios del sitio son principalmente sobre temas sensacionales, como YouTubers. Estos temas parecen estar creando artículos para aprovechar las tendencias de búsqueda.

## Estadística
En noviembre de 2015, Everipedia declaró que tenía 10 000 páginas, y en marzo de 2016 dijo que tenía alrededor de 200 000 páginas publicadas. A diciembre de 2017, informó que tiene entre 2 y 3 millones de usuarios distintos por mes y entre 3,5 y 5 millones de páginas vistas mensuales. La clasificación de Alexa del tráfico web es de 6380 en los EE. UU., a partir del 14 de agosto de 2018. Hay comunidades en Brasil, China, Alemania e India. La mayoría de los artículos están en inglés. La compañía dijo en 2017 que tiene 17 000 editores registrados y 2000 editores activos.